# Motiverende design
Motiverende design (engelsk: persuasive design) er en teknik, der bruges til at ændre folks holdninger eller få den til at foretage bestemte handlinger. Begrebet dækker over design, der forsøger på at realisere personers eller organisationers ønske om at brugerne skal opføre sig på en bestemt måde på eksempelvis en websted, eller at de skal tage en bestemt holdning til sig.

## Metode
Metoden til at gennemføre motiverende design er at følge forskellige designprincipper, der har vist sig nyttige – dog samtidig med at man tager højde for den konkrete kontekst, man opererer i. Ved at undersøge sine aktuelle brugeres bevæggrunde for at gøre, hvad de gør, har man et værdifuldt grundlag, hvorpå man kan konstruere sin websted i en motiverende retning.
Motiverende design har ikke nogle entydige opskrifter på succes, da den altid afgøres af brugernes villighed. Hvis brugernes behov ikke indfris, lykkes motivationen ikke.

## Baggrund
Grundlæggeren af motiverende design som tendens må i dag på verdensplan tilskrives forskeren B.J. Fogg fra Stanford University, som har skabt sit eget ord, "captology", for begrebet. B.J. Fogg udgav bogen Persuasive Technology i 2002. Begrebet "motiverende design" er dansk og optrådte for første gang i bogen med samme titel ved udgivelsen i 2006 (dog med et forudgående universitetsspeciale fra 2005). 